# Bourg-des-Comptes
Bourg-des-Comptes (en bretó Gwikomm, en gal·ló Bórg-Cons) és un municipi francès, situat a la regió de Bretanya, al departament d'Ille i Vilaine. L'any 2006 tenia 2.184 habitants.

## Demografia
| 1962                                       | 1968  | 1975  | 1982  | 1990  | 1999  |
| ------------------------------------------ | ----- | ----- | ----- | ----- | ----- |
| 1.039                                      | 1.071 | 1.214 | 1.463 | 1.737 | 2.007 |
| Des de 1962: població sense dobles comptes |       |       |       |       |       |

## Administració
| Període | Identitat    | Partit |
| ------- | ------------ | ------ |
| -2001   | René Richard |        |
| 2001-   | Pierre Dano  |        |

## Galeria d'imatges

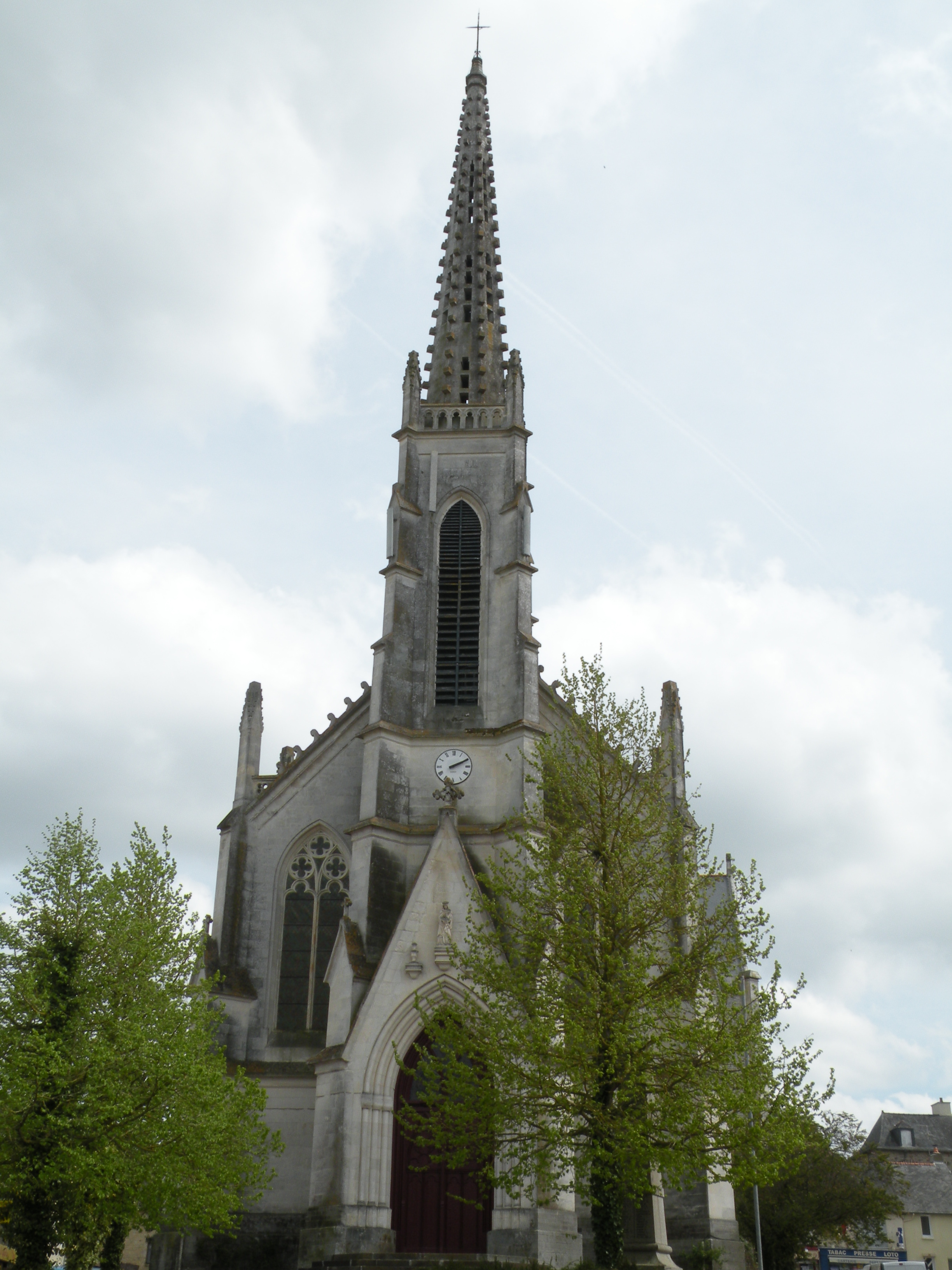
Església de Nôtre-Dame
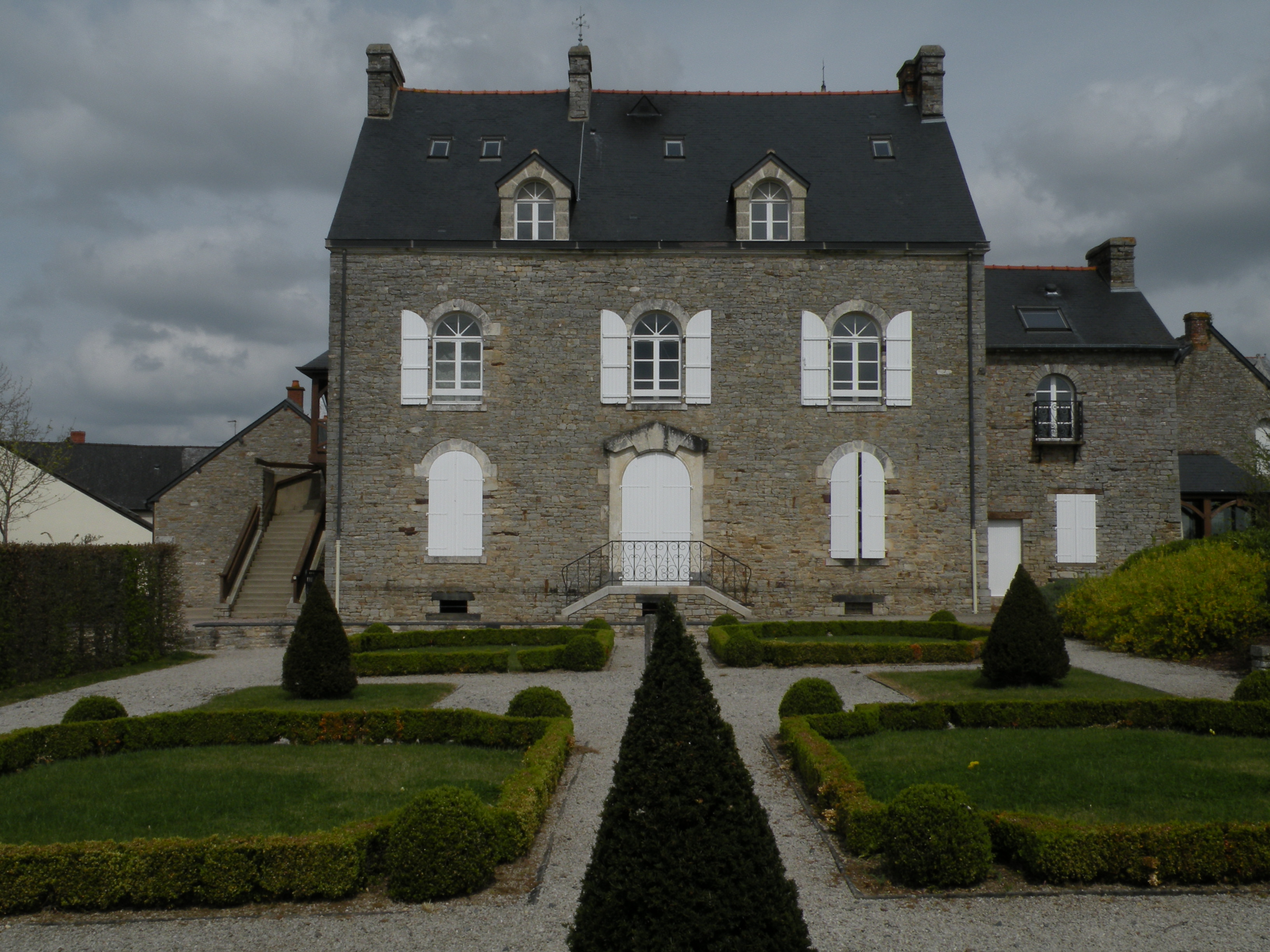
Alcaldia
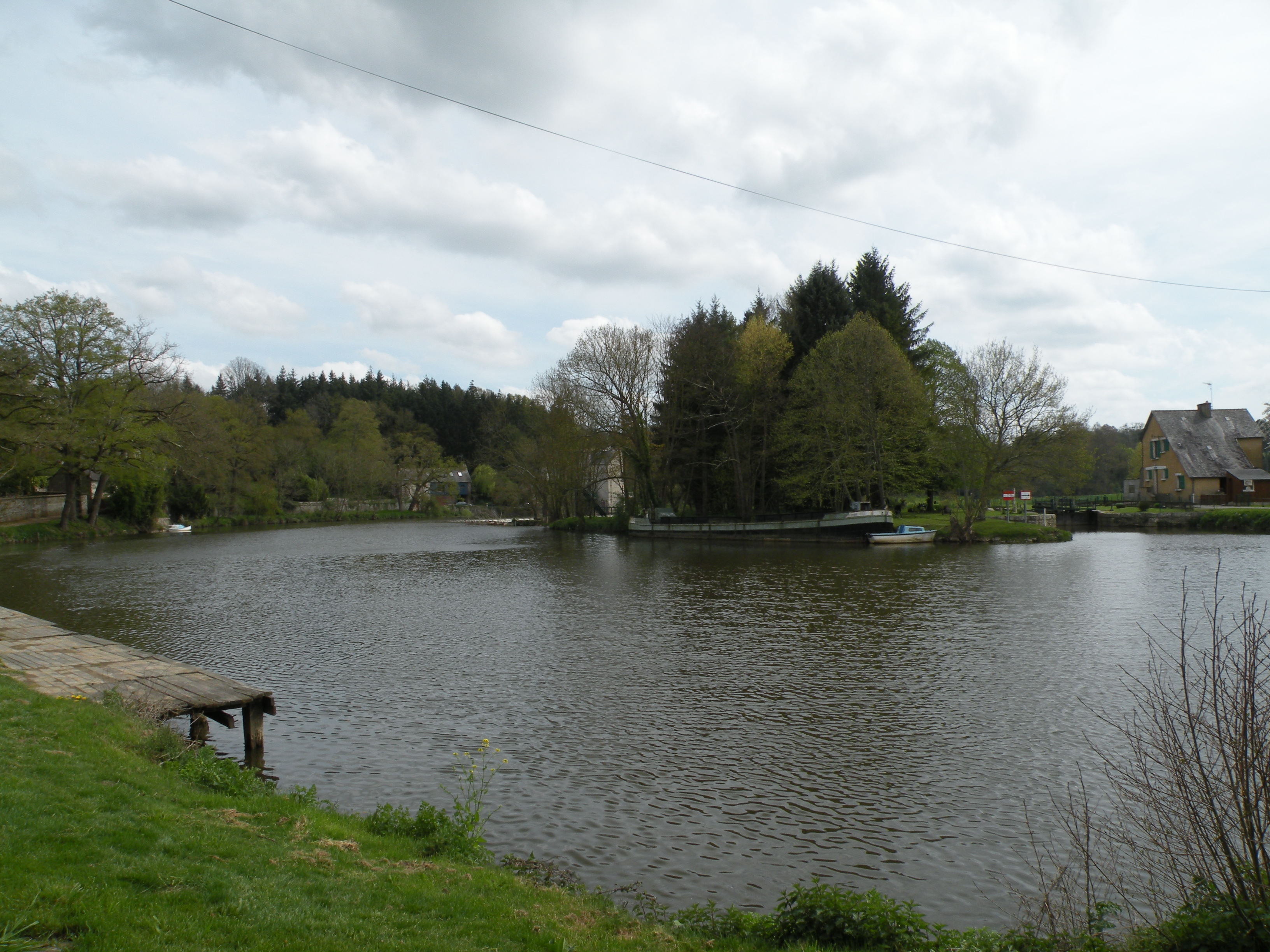
Marges del Vilaine a la Courbe